# Fidelizzazione
La fidelizzazione indica l'insieme delle azioni di marketing volte al mantenimento della clientela già esistente e si realizza principalmente attraverso una serie di strategie consone a creare il più elevato grado di soddisfazione del cliente.

## Loyalty
In economia aziendale e commerciale per determinare questo concetto si fa spesso riferimento al termine loyalty, che nel sistema di marketing finanziario anglosassone esprime nozioni simili anche se strutturate in maniera variabile. Una loyalty può infatti essere indicata sotto forma di:

### Customer Loyalty
In pratica è il modo con cui è alternativamente definita la loyalty. Esprime il modo con cui clienti e consumatori di una determinata categoria di prodotti o di esercizi commerciali si riforniscono sempre o quasi esclusivamente dallo stesso. Condizione imprescindibile da parte di un'impresa per garantire una loyalty da parte della clientela è la creazione della soddisfazione del cliente (Customer Satisfaction), ovvero il raggiungimento di un livello di qualità offerto dall'azienda che soddisfi (o superi) le aspettative del consumatore. Il principio fondamentale della soddisfazione del cliente è perciò la creazione di valore verso la clientela. In sostanza la soddisfazione del cliente deve rappresentare l'obiettivo principale delle organizzazioni dedite al mercato, in quanto genera un meccanismo di reazione a catena consistente nel fatto che la clientela tenderà a riacquistare prodotti e servizi da una determinata azienda o fornitore ed anche a pagare un prezzo maggiore rispetto a quello offerto da un'azienda concorrente. Affinché si possa parlare di loyalty è quindi necessario che la clientela stabilizzi un rapporto di fiducia (o appunto "lealtà") con una determinata marca che vada oltre le condizioni di mercato e la scelta d'acquisto sia consapevolmente fatta proprio per la particolare familiarità con la marca o azienda. La Customer Loyalty viene quindi a sua volta suddivisa in:
- Brand Loyalty

Quando si tratta di una loyalty nei confronti di un prodotto o una marca.
- Store Loyalty

Quando si tratta di una loyalty nei confronti di un esercizio commerciale.

### Loyalty Marketing
È il modo con cui si definiscono le azioni e le iniziative di marketing intraprese da un'azienda per stabilire relazioni profittevoli continuative e durevoli con la clientela. Per raggiungere lo scopo, le aziende si avvalgono di strumenti come i Loyalty (o Fidelity) Programme, che possono essere facilmente rappresentate con le carte fedeltà emesse dagli operatori della Grande Distribuzione Organizzata le quali hanno lo scopo di garantire una stabile fidelizzazione della clientela ed acquisti ripetuti e di sempre più valore nel corso del tempo. Oltre al distribuire carte fedeltà è tuttavia necessario supportare l'intero processo di fidelizzazione con un customer relationship management (CRM) che permetta la profilazione dei clienti titolari di carte fedeltà e che garantisca una facile comunicazione - ad esempio via SMS o mail - su tutti o solo una parte dei clienti (ad esempio comunicare solo con coloro che mancano da un esercizio commerciale da oltre un mese). La Loyalty Marketing in sostanza è una forma di marketing che mira più a corroborare rapporti di fiducia già in essere con la clientela da parte di un'azienda o esercizio commerciale (come appunto gli operatori della grande distribuzione organizzata) più che ad aumentarne la sua quantità. Tale orientamento è dovuto al fatto che mantenere un rapporto di fiducia (appunto loyalty) con la clientela già esistente comporta minori investimenti di quanti ne servirebbero per l'acquisizione di una nuova, ed inoltre garantisce l'interesse del cliente nei confronti delle iniziative dell'azienda e ne ottiene una buona reputazione da parte di questo, che a sua volta diffonderà tramite passaparola verso altro pubblico.

## Tecniche
In sostanza quindi, le migliori tecniche di business che le aziende devono adoperare per aumentare la fidelizzazione o loyalty devono necessariamente consistere nel realizzare un elevato grado di soddisfazione che, a sua volta, si traduca in un elevato tasso di fedeltà.
La fidelizzazione della clientela deve essere perciò stimolata e promossa studiando particolari progetti di marketing, che prevedano l'elargizione di benefici, vantaggi o premi da parte dell'azienda promotrice nei confronti dei suoi consumatori. In questo modo il brand viene necessariamente associato a caratteristiche positive e costruttive che il consumatore ricorda con piacere in un processo virtuoso di affezione al prodotto o al brand.

## Motivazione
Fidelizzare con efficacia permette di ottenere un reale ritorno dell'investimento (Return on investment), in particolare per quel che riguarda il medio/lungo periodo, ma soprattutto è importante perché i costi per l'acquisizione di nuovi clienti sono quasi sempre superiori a quelli sostenuti per il mantenimento di quelli vecchi. Le statistiche dicono che acquisire un cliente è 20 volte più costoso che conservare un cliente. Ma per conservare un cliente è necessario fidelizzarlo.
Un cliente soddisfatto e fidelizzato è infatti un cliente che ritorna e acquista ancora: è del tutto evidente quindi quanto sia importante per ogni azienda o realtà commerciale acquisire una rilevante quota di clienti sicuri che garantiscano una base di fatturato stabile e duratura.